# Sydfyns Flyveplads
Sydfyns Flyveplads (fra år 2021 benævnt Elvira Madigan Airport) ligger på øen Tåsinge; ca. 10 kilometers kørsel i sydvestlig retning fra Svendborg på naboøen Fyn. Pladsen har daglige forbindelser til Ærø og Roskilde og er hjemsted for Svendborg Flyveklub og Fyns UL-Flyveklub.

## Selskaber og Destinationer
Flyvepladsen ligger på Starling Airs taxarute mellem Ærø og Roskilde med to daglige ture i hver retning. Mellemlanding på Tåsinge efter aftale.